# حمدويه بن علي
حمدويه بن علي بن عيسى بن ماهان، كان قائداً عسكرياً للخلافة العباسية في القرن التاسع. أصبح حاكم اليمن عام 816، لكنه قاد فيما بعد تمرداً ضد الحكومة المركزية، والذي استمر حتى هزيمته والقبض عليه عام 820.

## ملحوظات
1. ↑  Crone 1980، صفحات 178-79.
2. ↑  Al-Mad'aj 1988، صفحة 206; Bosworth 1987، صفحات 27, 37-38; Al-Ya'qubi 1883، صفحة 544.
3. ↑  Al-Mad'aj 1988، صفحات 207-08; Al-Ya'qubi 1883، صفحات 553-54.